# Lasioglossum lesseppsi
Lasioglossum lesseppsi là một loài Hymenoptera trong họ Halictidae. Loài này được Cockerell mô tả khoa học năm 1928.